# Јожеф Шир
Јожеф Шир (мађ. József Sir; Будимпешта, 28. април 1912 — Будимпешта, 22. септембар 1996) био је мађарски атлетичар, специјалиста за спринтерске дисциплине, освајач медаља на Европском првенству.

## Спортска биографија
На 1. Европском првенству 1934. у Торину Шир је освојио тре медаље: сребро у трци на 200 метара и са штафетом 4 м 100 м ( Ласло Форгач, Јожеф Ковач, Јожеф Шир и Ђула Гуенеш) и бронзу у трци на 100 м.
Учествовао на Летњим олимпијским играма у Берлину 1936. у 3 дисциплине: на 100 м испао је у полуфиналу, на 200 у четвртфиналу, а са штафетом 4 к 100 м. у квалификацијама.На 2. Европском првенству 1938. у Паризу, испао је у полуфиналу на 100 м и 200 м, а са штафетом 4 к 100 м, у квалификацијама.
На Међународни студентским спортским играма, претечама данашње Летње универзијаде 1935. у Будимпешти
освојио је 3 златне медаље побеђујући на 100, 200 метара и штафети 4 х 100 м.. Успех је поновио и 1939. у Бечу освајајући злато на 100 м, сребро на 200 м, а бронзу са штафетама 4 х 100 м и 10 х 200 м.
Био је првак Мађарске на 100 м 1934, 1935. и 1939, 200 м у 1934, 1935. и 1939., и штафата 4 х 100 м 1934—1939, штафета 4 к 200 м 1937—1939 и штафета 4 к 400 м 1937. и 1939..

## Рекорди
| Дисциплина    | Резултат | Место  | Датум            |
| ------------- | -------- | ------ | ---------------- |
| Трка на 100 м | 10,4     | Берлин | 1. јул 1934.     |
| Трка на 200 м | 21,4     | Берлин | 31. август 1935. |